# EUDemocrats
De EUDemocrats (EUD) - Alliantie voor een Europa van democratische staten - was een eurokritische Europese politieke partij. De EUD omvat zowel leden die zich centrumlinks als centrumrechts positioneren in het politieke spectrum. Politieke doelstelling is het grondig hervormen van de Europese Unie. De EUDemocrats zijn echter niet gerelateerd aan de voormalige Alliantie van Onafhankelijke Democraten voor Europa.

## Overzicht
De partij werd conform Deens recht opgericht op 7 november 2005 en gesticht als een Europese partij in Brussel op 8 november 2005. Het eerste congres werd gehouden op 24 februari 2006. Voormalig Deens Europarlementslid Jens-Peter Bonde lag aan de basis van de oprichting en de eerste jaren van de EUD. In januari 2009 werd hij als president door Sören Wibe opgevolgd.
Het politieke programma van de EUD houdt zich niet bezig met links-rechts ideologie omdat de partij ervan overtuigd is dat zulke zaken door de nationale en regionale parlementen beslist moeten worden. De EUD zet zich in voor meer transparantie, subsidiariteit, diversiteit en vooral democratie in de Europese Unie.
Momenteel maken vier EUD-leden als Europarlementslid deel uit van de fractie Onafhankelijkheid en Democratie Groep in het Europees Parlement. Twee EUD-leden zetelen als onafhankelijke parlementsleden. (Maart 2009)
Daarnaast zijn acht nationale en regionale parlementsleden uit zes landen met het EUD-netwerk geaffilieerd. (Maart 2009)

## Politiek programma
De politieke doelstelling van de EUDemocrats is het hervormen van de huidige structuren van de Europese Unie, met het oog op het creëren van een burgervriendelijke, democratisch gelegitimeerde organisatie. De EUD dringt aan op enkele grondige veranderingen van de Europese structuren en een nieuwe vorm van samenwerking tussen de lidstaten, gebaseerd op een flexibele, intergouvernementele benadering. Deze hervorming van de Europese instellingen zou dan moeten worden vastgelegd in een basisverdrag dat de bevoegdheden en structuren van de EU en haar lidstaten regelt.
In haar politiek programma stelt de EUD dat ze ervan overtuigd is dat beslissingen op het laagst mogelijke niveau moeten worden genomen (subsidiariteit), om zo een effectieve stem te geven aan de burgers van de lidstaten en de regio’s. De EUD willen al diegenen die kritisch zijn ten aanzien van de EU verenigen.
De EUD verzet zich tegen de centralisering van politieke macht in de EU-instellingen. De partij is van mening dat deze instellingen zichzelf te veel macht verschaffen en pleit voor democratische controle over de verdeling van bevoegdheden tussen de EU en de nationale en regionale parlementen.
Het operationele doel van de EUD is een platform aan te bieden en campagne te voeren om de Europese politiek en structuren te democratiseren. De EUD wil ook op basis van haar programma kandidaten voor de Europese verkiezingen ondersteunen en via haar kandidaten de politiek van het Europese parlement beïnvloeden.
De vier basisdoelstellingen van de EUD zijn de volgende:
- Een verhoogde transparantie op alle politieke niveaus, vooral op het Europese niveau, door burgers inzicht te geven in alle documenten en bijeenkomsten;
- Een correcte toepassing van het subsidiariteitsprincipe;
- Meer democratie en verantwoording door het hervormen van de Europese instellingen;
- Het bijdragen tot de Europese diversiteit door het bestrijden van verregaande harmonisering en het promoten van flexibele samenwerking.

## Organisatie
De hoofdorganen van de EUD zijn het Congres, de Bestuursraad en het Secretariaat.

### Congres
- Het EUD-Congres bestaat uit vertegenwoordigers van de ledenorganisaties en -bewegingen, de individuele leden, en alle leden van de Bestuursraad;
- Het Congres komt minstens eenmaal per jaar samen. Elke ledenorganisatie, elk parlementslid en elk Europarlementslid heeft één stem;
- Het Congres:
  - benoemt en ontslaat de leden van de Bestuursraad;
  - kan het partijstatuut amenderen;
  - keurt de politieke programma’s goed.
- Beslissingen in het Congres worden bij gewone meerderheid genomen.

### Bestuursraad
- De Bestuursraad bestaat uit de president en twee co-presidenten. Leden uit elke lidstaat mogen een vicepresident aanduiden;
- De Bestuursraad is verantwoordelijk voor de politieke lijn van de partij en beslist over het budget voor informatiecampagnes.

### Secretariaat
- Het Secretariaat wordt geleid door de Secretaris-Generaal en ondersteunt de werking van het Congres en de Bestuursraad;
- De Secretaris-Generaal is bevoegd zonder stemrecht de bijeenkomsten van de Bestuursraad bij te wonen.

## Leiders
- 2005-2009: Jens-Peter Bonde ( Denemarken)
- 2009-...: Sören Wibe ( Zweden)

## Recente activiteiten
De EUD is actief betrokken bij de Europese Referendum Campagne, een beweging die probeert de nationale parlementen en regeringen ervan te overtuigen het Verdrag van Lissabon in nationale referenda aan de burgers voor te leggen. De EUD ondersteunde de Ierse Nee-campagne in 2008 en maakt zich sterk dat ze deze steun verderzet in aanloop naar het tweede Ierse referendum gepland in de herfst van 2009.

## Lidmaatschap
Denemarken:
- Junibeweging (JuniBevaegelsen): Hanne Dahl (Europarlementslid)

 Estland:
- “Nee aan de EU”-beweging (Liikumine ei Euroopa liidule)
- Jaan Kundla (parlementslid)

 Finland:
- Gun-Mari Lindholm (parlementslid Åland)
- Danne Sundman (parlementslid Åland)

 Frankrijk:
- Vooruit met de republiek (Debout la République): Nicolas Dupont-Aignan en François-Xavier Villain (parlementsleden)

 Ierland:
- Nationaal Platform (National Platform)
- De beweging van het volk (People’s Movement)
- Kathy Sinnott (Europarlementslid)

 Italië:
- Eurosceptische partij (Euro Scettici - Partito Animalista Italiano)

 Letland:
- Partij van de actie (Ricibas Partija)
- Normunds Grostins

 Malta:
- EUD Malta

 Portugal:
- Nieuwe democratie (Partido Da Nova Democracia): Baltazar Aguiar (parlementslid Madeira)

 Roemenië:
- Partij van het nationale initiatief (Partidul Initiativa Nationala)

 Slowakije:
- Directe Democratie (Slowakije) (Priama Demokracia - Hnutie Domova)
- Vladimir Kostilnik (parlementslid Prešov)
- Peter Kopecky

 Slovenië:
- Junilijst Slovenië (Junijska lista)
- EUD Slovenië
- Gorazd Drevensek

 Zweden:
- Junilijst (Junilistan), geleid door Sören Wibe: Nils Lundgren en Hélène Goudin (Europarlementsleden)

 Verenigd Koninkrijk:
- Daniel Hannan (Europarlementslid)
- David Heathcoat-Amory (parlementslid)
- Roger Helmer (Europarlementslid)